# Das Feld der Ehre – Die Schlacht von Passchendaele
Das Feld der Ehre – Die Schlacht von Passchendaele ist ein kanadisches Kriegsdrama aus dem Jahr 2008.

## Handlung
Flandern 1917: Der Kanadier Michael Dunne hat in Europa den Stellungskrieg an der Westfront durchlitten. Nach einem harten Angriff wird er nach Hause gebracht. Er hat schwere körperliche und seelische Verletzungen. Doch friedlich bleibt es nicht lange. Der asthmakranke Bruder seiner großen Liebe Sarah, David, meldet sich zum Fronteinsatz. Deswegen kehrt auch Michael in die Schützengräben zurück. Er will ihn unter allen Umständen ohne Verletzungen wieder zurückbringen.
Als sich die Deutschen bei einem Angriff zurückziehen, rennt David ihnen hinterher, um sich zu ergeben. Er springt in den deutschen Graben und kurz bevor er von einem Feldwebel erschossen werden kann, schlägt eine Artilleriegranate ein. Durch die Explosion verfängt er sich an einem kreuzartigen Gebilde, welches sich aufstellt. Der bewusstlose David ist mit Stacheldraht an das Kreuz fixiert. Als Dunne den „gekreuzigten“ David erkennt, nimmt er seinen Helm ab, wirft seine Waffe weg und rennt zu David, um sein Versprechen zu halten, ihn am Leben zu erhalten. Durch den kanadischen Feuerschutz beginnen die Deutschen zurückzuschießen und verletzten Dunne dabei. Als der deutsche Feldwebel, der David kurz zuvor fast erschossen hätte, erkennt, dass Dunne nur seinen gekreuzigten Kameraden retten will, lässt er das Feuer einstellen und befiehlt zwei Soldaten Dunne bei der Rettung von David zu unterstützen. David überlebt, verliert aber ein Bein und ist auf den Rollstuhl angewiesen. Dunne wird ins Krankenhaus gebracht, wo er nach seinen letzten Worten mit Sarah stirbt.
Am Schluss stehen Dunnes Freunde um sein Grab in Kanada. Die Kamera schwenkt heraus und der Hintergrund ändert sich zu einem Feld mit Hunderten von kanadischen Kriegsgräbern mit einem reiterlosen Pferd am Horizont.

## Hintergrund
Der Film wurde von Rhombus Media und Whizbang Films in Zusammenarbeit mit Bell Broadcast and New Media Fund und Damberger Film & Cattle Co. produziert. Das Budget betrug 20 Millionen kanadische Dollar.
Seit dem 15. Juli 2010 ist der Film als Blu-ray Disc erhältlich.

## Auszeichnungen
Sudbury Cinéfest 2008
- Auszeichnung: Audience Award für Paul Gross

Golden Trailer Awards 2008
- Nominierung in der Kategorie Best Voice Over

Genie Awards 2009
- Nominierungen:
  - in der Kategorie Best Performance by an Actor in a Leading Role für Paul Gross
- Auszeichnungen:
  - Golden Reel Award für Niv Fichman, Francis Damberger, Paul Gross und Frank Siracusa
  - in der Kategorie Best Achievement in Sound Editing für Jane Tattersall, Kevin Banks, Barry Gilmore, Andy Malcolm und David Rose
  - in der Kategorie Best Achievement in Overall Sound für Lou Solakofski, Garrell Clark, Steve Foster und Don White
  - in der Kategorie Best Achievement in Costume Design für Wendy Partridge
  - in der Kategorie Best Achievement in Art Direction/Production Design für Carol Spier und Janice Blackie-Goodine
  - in der Kategorie Best Motion Picture für Niv Fichman, Francis Damberger, Paul Gross und Frank Siracusa

Directors Guild of Canada 2009
- DGC Team Award
  - Auszeichnung in der Kategorie Feature Film
- DGC Craft Award
  - Auszeichnung in der Kategorie Production Design – Feature für Carol Spier

Canadian Society of Cinematographers Awards 2009
- Auszeichnung in der Kategorie Best Cinematography in Theatrical Feature für Gregory Middleton

AMPIA Award 2009
- Auszeichnung in der Kategorie Best Make-Up Artist für Gail Kennedy[2]